# 8931 Hirokimatsuo
A 8931 Hirokimatsuo (ideiglenes jelöléssel 1997 AC4) a Naprendszer kisbolygóövében található aszteroida. Kobajasi Takao fedezte fel 1997. január 6-án.